# منتخب الولايات المتحدة تحت 19 سنة للكريكت
منتخب الولايات المتحدة تحت 19 سنة للكريكت هو ممثل الولايات المتحدة الرسمي في المنافسات الدولية في الكريكت
.